# Йосиф (патріарх Сербії)
Патріарх Йосиф (серб. Патријарх Јосиф, у світі Ілія Раячич, серб. Илија Рајачић; 20 липня 1785 — 13 грудня 1861) — патріарх Карловацький, перший патріарх відновленого Сербського патріархату православної церкви.

## Життєпис
Народився у сім'ї священика Луки. Спочатку відвідував школу у Бриньє, потім навчався у Загребі, Сремських-Карловцях та Сегеді, засвоїв дворічний курс філософії. Потім у Відні право та латину. Йому не вдалося завершити освіту, 1809 Австрія почала війну з Наполеоном, Ілія вступив до армії.
Після війни пішов із армії аби стати священиком, пішов до монастиря Гомір'є і 10 квітня 1810 став ченцем.
1829 став єпископом Далматинським, будучи на цій посаді у 1833 зробив внесок у боротьбу із насадженням уніатства серед сербів.
5 липня 1833 став єпископом Врашським.
Серпень 1842 помер карловацький митрополит Стефан (Станкович), для виборів нового митрополита був зібраний Народно-церковний собор. У зв'язку з тим, що собор не обрав одну кандидатуру, імператор Австрії Фердинанд І вирішив, що новим митрополитом має стати Йосиф Раячич.

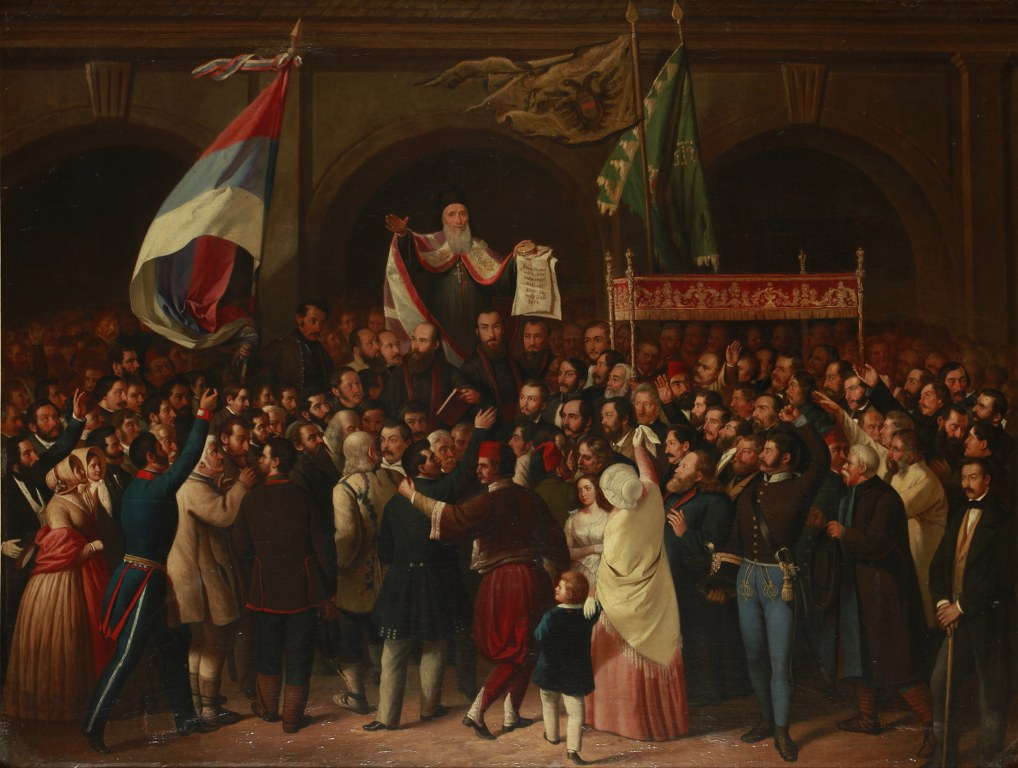
Картина Павла Симича «Оголошення Сербської Воєводини». У центрі — Йосиф Раячич

1848 під час революції у Австрійській імперії серби зібралися у травні на народне віче у Сремських-Карловцях. Травнева скупщина оголосила створення сербської автономії — Сербської Воєводини, а Йосифа Раячича обрала головою керівництва та сербським патріархом. Таким чином був відновлений сербський патріархат, який перервався після ліквідації в 1766 році Печського патріархату. Після придушення угорської революції австрійська влада перестала загравати з сербами і у 1849 замісто Сербської воєводини була утворена друга адміністративна одиниця — Воєводство Сербія та Темешварський банат. Після чого Йосиф Раячич став тільки духовним владикою.
Патріарх Йосиф зробив великий внесок у розвиток православної церкви в Австрійській імперії. У Сремських Карловцях, де була його резиденція, він заснував патріаршу бібліотеку та типографію, заснував музей та ботанічний сад, 1854 намагався заснувати університет.